# Buttigliera d’Asti
Buttigliera d’Asti – miejscowość i gmina we Włoszech, w regionie Piemont, w prowincji Asti.
Według danych na styczeń 2009 gminę zamieszkiwało 2477 osób przy gęstości zaludnienia 131,6 os./1 km².